# Caloca
Caloca es una localidad española del municipio de Pesaguero, perteneciente a la comunidad autónoma de Cantabria. En el año 2024, contaba con una población de 34 habitantes (INE).

## Toponimia
El origen etimológico de la actual población deriva de su elevada situación. Tanto el prefijo «cal-» como el sufijo «-oca» significan «alto». Se trata de un ejemplo de redundancia toponímica. 

## Geografía física
La localidad se encuentra al sur del término municipal de Pesaguero, en la comarca de Liébana. Es la población más meridional del municipio, que limita con el concejo palentino de La Pernía. También es la localidad más alta del término municipal, ubicada a 1108 m s. n. m.
Caloca está situada a 6 km de la capital del municipio, 15 km de Cabezón de Liébana, 69 km de San Vicente de la Barquera y 123 km de Santander.
El principal curso de agua que atraviesa la población es La Riega que, junto con otros como la Riega de Carreceu o la Riega del Arnal, forma el río Vendejo. Este desemboca a su vez en el río Bullón, uno de los más destacados de la comarca.

## Historia
La primera mención de Caloca se remonta al siglo XII, vinculada al monasterio de Santa María de Piasca. También aparece citada en otros documentos de los siglos XIV y XVIII. En ellos se reconoce su integración en la Merindad de Liébana y el municipio de Pesaguero y su relación con el Ducado del Infantado y la Diócesis de León.
A mediados del siglo XIX, el lugar tenía contabilizada una población de 94 habitantes. La localidad aparece descrita en el quinto volumen del Diccionario geográfico-estadístico-histórico de España y sus posesiones de Ultramar de Pascual Madoz de la siguiente manera:

CALOCA: l. en la prov. de Santander, part. jud. de Potes, dióc. de León, aud. terr. y c. g. de Burgos, ayunt. de Pesaguero; sit. en la vertiente oriental de una montaña que la resguarda de los vientos del O., con clima frío y nevoso, pero sano. Tiene 38 casas, todas de mala fáb.; escuela de primeras letras dotada con 200 rs. y 1 ó 2 rs., y una torta ó pan de 2 libras al mes por cada niño de lo que la frecuentan; igl. parr. (la Asunción de Ntra. Sra.), servida por un cura de presentación de los vec. en patrimoniales; una ermita (la Purísima Concepción); y la suficiente agua para el consumo. Confina N. Bendejo y Lomeña; E. Cueva y Valdeprado; S. Casavegas, y O. Dobres y Barago (ambos del valle de Terceda), todos á 1/2 leg. de dist. El terreno es montuoso, solo se cultivan algunos espacios alrededor del l.; los montes están poblados de roble, haya y otros arbustos. Dos arroyos pasan inmediatos á la pobl., el llamado Cogolludas por nacer en las fuentes de este nombre, y el Arenal, sobre el que hay 2 puentes y 3 molinos de una piedra cada uno. Los caminos locales y malos; recibe la correspondencia de Potes. prod.: trigo, legumbres y patatas; cría ganado vacuno, lanar, cabrío, y algo de cerda y caballar; caza, osos, lobos, jabalíes, perdices y otros animales. ind.: construcción de ruedas, carros y aperos de labranza que llevan á Castilla, retornando granos. También se ocupan en acarrear sal y otros efectos para dicho punto, lo cual, juntamente con sus ganados les proporciona alguna utilidad. pobl.: 25 vec., 94 alm. contr.: con el ayuntamiento.
(Madoz, 1846, p. 292)

Actualmente, la principal actividad económica es la ganadería, especialmente la bovina y caprina. También destaca el sector terciario, gracias al auge del turismo rural en la zona.

## Demografía
| Gráfica de evolución demográfica de Caloca entre 2000 y 2022 |
|                                                              |
| Población a 1 de enero según el padrón municipal del INE.    |

## Cultura

### Patrimonio
- Iglesia de Santa María de la Asunción. Original del siglo XIII. Conserva la puerta de acceso y la espadaña en estilo románico. Muy reformada con posterioridad. Es Bien de Interés Cultural desde 1996.[3]
- Ermita de la Purísima Concepción. Utilizada como parroquia por su proximidad al núcleo urbano.
- Casa señorial del siglo XVII.

### Fiestas
- Santiago Apóstol (25 de julio).
- San Roque (16 de agosto).